# FC Cincinnati
FC Cincinnati este un club de este un club de fotbal profesionist din Cincinnati, Ohio, care a început să joace în Major League Soccer (MLS) în 2019. Echipa este moștenitoarea echipei de divizie inferioara cu același nume și a fost anunțată pe 29 mai 2018, când MLS a acordat o franciză de expansiune orașului Cincinnati. Grupul proprietarilor clubului este condus de Carl H. Lindner III.

## Istoria
Proprietarii clubului au început negocierile cu Major League Soccer în legătură cu o potențială franciză de expansiune la începutul anului 2016, iar Cincinnati a fost anunțat ca fiind unul dintre cele zece orașe care și-au exprimat interesul pentru locurile cu numărul 25-28 ale MLS. Președintele MLS, Don Garber, a vizitat Cincinnati în decembrie 2016 pentru a vedea stadionul Nippert și pentru a se întâlni cu oficialii orașului și ai clubului, complimentând orașul și fanii săi. FC Cincinnati a înaintat în mod oficial oferta de expansiune în ianuarie 2017, inclusiv o listă scurtă cu potențiale locații pentru stadion.
La 29 mai 2018, Major League Soccer a anunțat că Cincinnati se va alătura ligii în 2019 ca echipă de expansiune sub brandul FC Cincinnati. West End Stadium, un stadion specific de fotbal având 26.000 de locuri situat înWest End, este programat să fie inaugurat în 2021.
FC Cincinnati a semnat cu primii doi jucători MLS, Fanendo Adi și Fatai Alashe, în iulie 2018. Adi a fost primul jucător desemnat al echipei. Ambii jucători au fost împrumutați echipei FC Cincinnati pentru restul sezonului 2018.
FC Cincinnati a selectat cinci jucători din anumite echipe MLS în cadrul draftului de expansiune, care a avut loc la 11 decembrie 2018.

## Stadion
FC Cincinnati va juca pe Nippert Stadium în timp ce noul lor stadion West End este construit. Noul stadion este așteptat să fie inaugurat în 2021.

## Lotul actual
La 8 iulie 2025. 
| Nr. |                            | Poziție | Jucător         |
| --- | -------------------------- | ------- | --------------- |
| 1   | Statele Unite ale Americii | P       | Alec Kann       |
| 2   | Jamaica                    | F       | Alvas Powell    |
| 3   | Paraguay                   | F       | Gilberto Flores |
| 4   | Statele Unite ale Americii | F       | Nick Hagglund   |
| 5   | Nigeria                    | M       | Obinna Nwobodo  |
| 7   | Japonia                    | A       | Yūya Kubo       |
| 9   | Togo                       | A       | Kévin Denkey    |
| 10  | Brazilia                   | M       | Evander         |
| 11  | Statele Unite ale Americii | A       | Corey Baird     |
| 12  | Statele Unite ale Americii | F       | Miles Robinson  |
| 13  | Statele Unite ale Americii | P       | Evan Louro      |
| 14  | Australia                  | F       | Brad Smith      |
| 16  | Zimbabwe                   | F       | Teenage Hadebe  |
| 17  | Brazilia                   | A       | Sérgio Santos   |

| Nr. |                            | Poziție | Jucător                                      |
| --- | -------------------------- | ------- | -------------------------------------------- |
| 18  | Statele Unite ale Americii | P       | Roman Celentano                              |
| 19  | România                    | A       | Ștefan Chirilă                               |
| 20  | Cehia                      | M       | Pavel Bucha                                  |
| 21  | Statele Unite ale Americii | F       | Matt Miazga (căpitan)                        |
| 22  | Statele Unite ale Americii | M       | Gerardo Valenzuela                           |
| 23  | Argentina                  | A       | Luca Orellano                                |
| 25  | Statele Unite ale Americii | P       | Paul Walters                                 |
| 27  | Camerun                    | M       | Brian Anunga                                 |
| 29  | Danemarca                  | F       | Lukas Engel (împrumutat de la Middlesbrough) |
| 35  | Franța                     | A       | Kenji Mboma Dem                              |
| 37  | Statele Unite ale Americii | M       | Stiven Jimenez                               |
| 85  | Sierra Leone               | A       | Kei Kamara                                   |
| 91  | Statele Unite ale Americii | F       | DeAndre Yedlin                               |
|     | Venezuela                  | M       | Ender Echenique                              |